# 애덤 크로스델

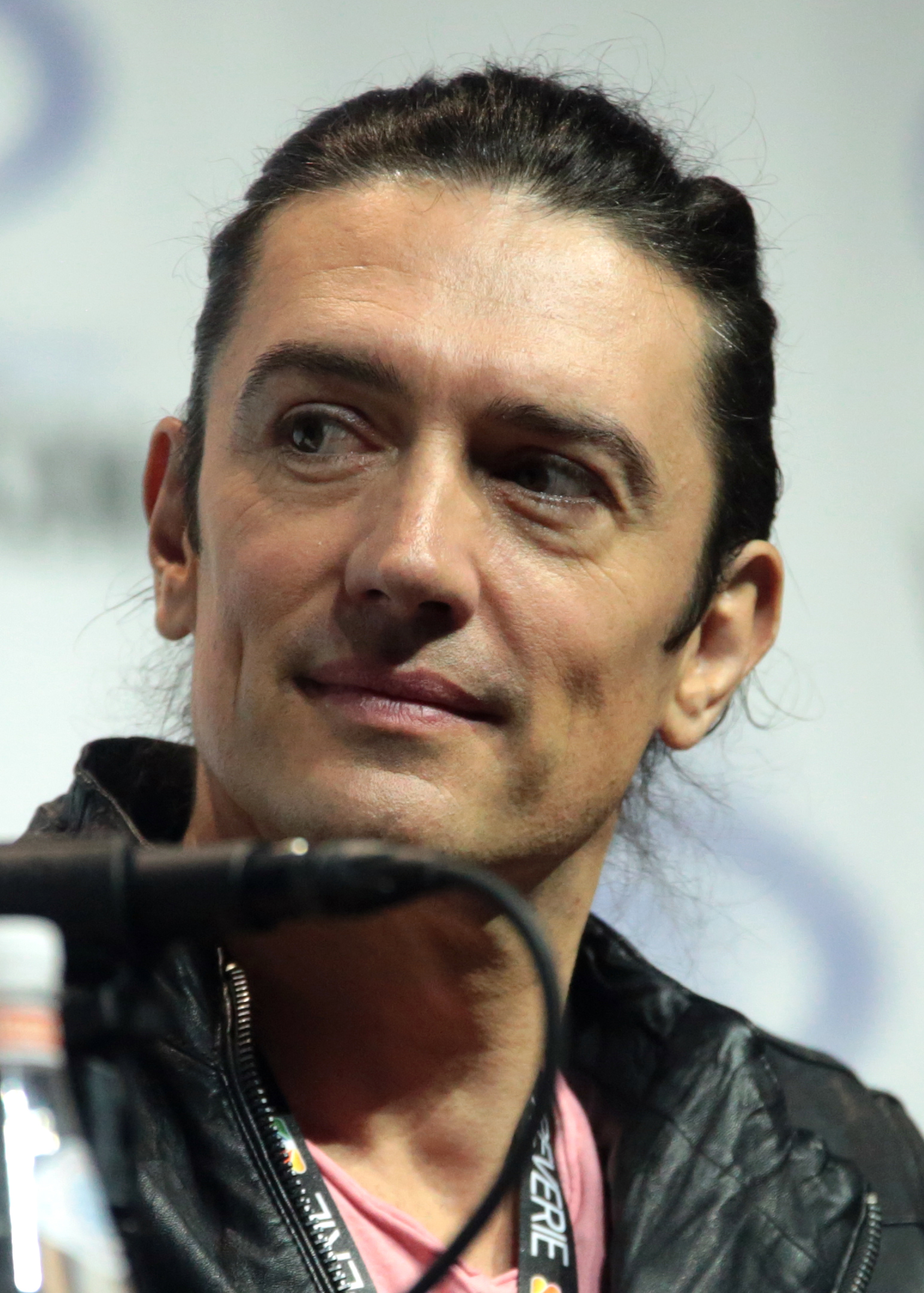

애덤 크로스델(Adam Croasdell, 1980년 7월 10일 ~ )은 영국의 배우, 텔레비전 배우이다.
로디지아에서 태어났다.

## 방송
- 프리처 시즌3

## 영화
- 세이빙 링컨 (2013년) - 엘머 엘스워스 역
- 울프맨 : 비스트 헌터 (2012년) - 스테판 역
- 내 남자친구는 왕자님 3 - 로얄 허니문 (2008년)
- 신의 부상 (2007년) - 토니 클레멘츠 역
- 어택 포스 (2006년) - 아룬 역
- 트루 트루 라이 (2006년)
- 레오나르도 다 빈치 (2003년)
- 플라잉피싱 (2002년)
- 이스트엔더스 (1985년)